# 원역사

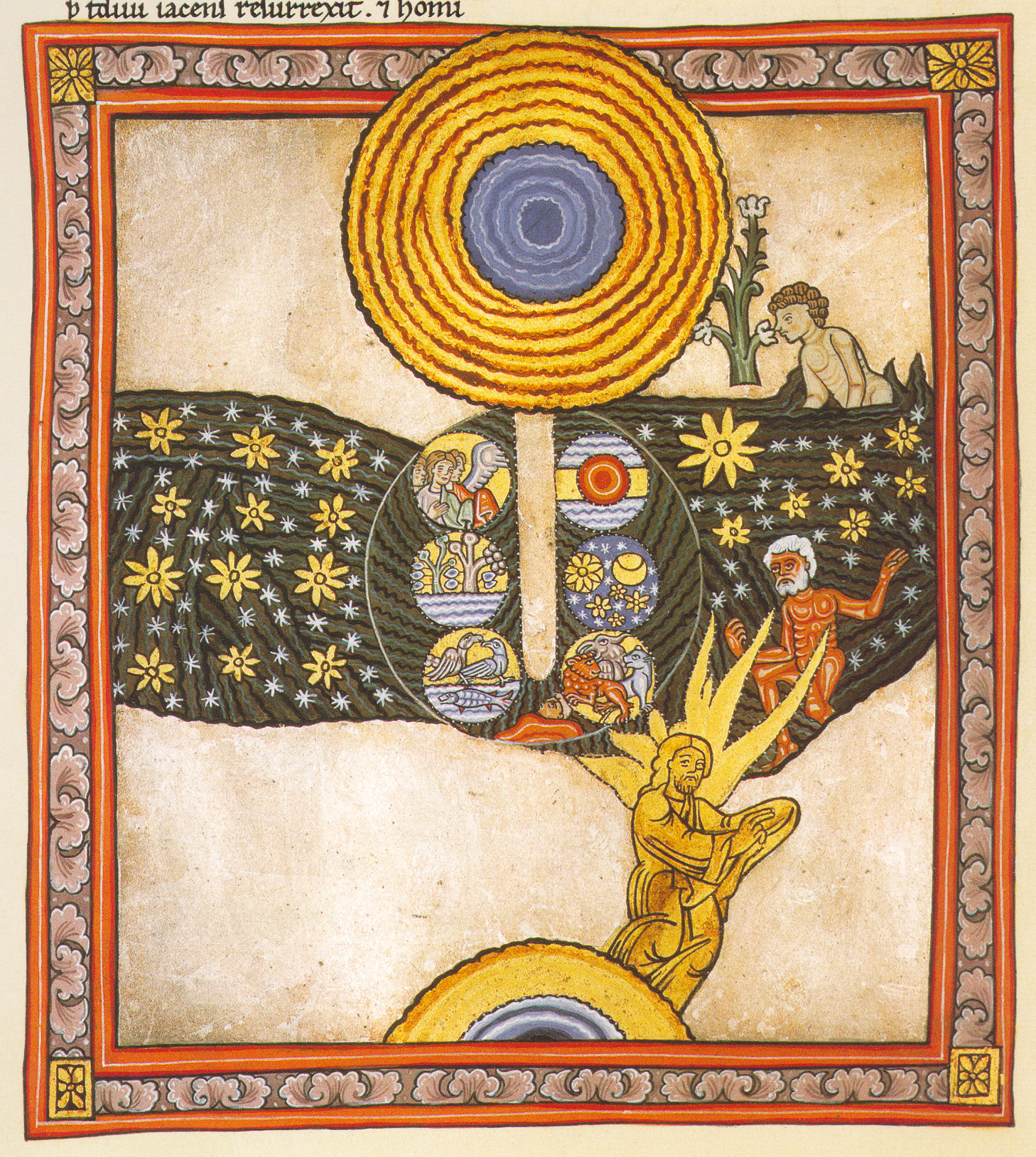
힐데가르트 폰 빙엔이 그림으로 표현한 천지창조.

원역사(原歷史)는 구약성경 창세기의 처음 11장을 성서학자들이 부르는 명칭이다. 이 장들은 세상이 존재하기 시작한 초기 몇 년의 이야기를 담고 있다.
이 기록은 하나님께서 세상과 모든 존재를 창조하시고 최초의 남자와 여자(아담과 하와)를 에덴 동산에 두신 과정, 첫 부부가 하나님의 면전에서 쫓겨난 과정, 그 후 일어난 최초의 살인, 그리고 하나님께서 세상을 멸망시키고 의로운 노아와 그의 아들들만 구원하기로 결정하신 과정을 담고 있다. 그 후 이 아들들로부터 새로운 인류가 태어나 온 세상에 퍼져 나갔다. 비록 새 세상이 옛 세상처럼 죄악으로 가득 차 있었지만, 하나님께서는 다시는 홍수로 세상을 멸망시키지 않기로 결심하셨다. 그리고 역사는 아브라함의 아버지 데라를 통해 끝났고, 데라에게서 하나님의 택하신 백성이 나왔다.
원역사는 일반적으로 기원전 5세기에 창세기의 나머지 부분과 함께 완성된 것으로 여겨지지만, 상당수의 소수 학자들은 이 책의 연대를 기원전 3세기로 잡고 있으며, 이 책의 내용과 히브리어 성경의 다른 부분 사이에 단절이 있음을 지적한다.

## 주제 및 신학

### 창조, 파괴, 그리고 재창조
창세기 1장의 역사는 하나님께서 어떻게 선한 세상을 창조하셨는지(창세기 1장의 각 행위는 하나님께서 그것을 선하다고 선언하심으로 끝남), 그리고 악이 어떻게 불순종(에덴 이야기)과 폭력(카인과 아벨)을 통해 세상을 오염시켰는지 보여준다.

### 연대기
창세기의 창조 이야기는 성경 연대기의 시작을 알리는데, 이는 은밀하고 명백한 표시들을 통해 4000년에 달하는 가상의 세계 역사를 표시하는 정교한 체계이다. 창조부터 아브라함까지의 시간은 족장들이 첫 아이가 태어났을 때의 나이를 더하여 계산된다. 홍수 기간은 계산에 포함되지 않아야 할 것 같다.예를 들어 홍수 100년 전에 태어난 셈은 홍수 2년 후에 첫째 아들을 낳았으므로 102세가 되어야 하지만 창세기 11장 10-11절에서는 그의 나이가 100세에 불과하다고 명시하여 시간이 멈춘 것으로 보인다.셈의 셋째 아들 아르박삿(홍수 후 2년)이 태어난 때부터 아브라함이 가나안으로 이주할 때까지의 기간은 365년으로, 1년의 날짜 수인 365년인 에녹의 수명과 일치한다. 아담과 홍수 사이에는 족장이 10명 있고 홍수와 아브라함 사이에는 10명이 있다. 칠십인역은 조상을 한 명 더 추가하여 두 번째 그룹은 홍수부터 데라까지 10명이 된다. 노아와 데라는 각각 세 명의 아들을 두었는데, 그 중 첫째가 가장 중요하다.

## 비평적 관점

### 자료
학자들은 일반적으로 창세기를 포함한 다섯 권의 책으로 구성된 토라가 현재와 유사한 형태로 완성된 것은 기원전 5세기경으로 본다. 그러나 원역사에 등장하는 인물들과 사건들이 구약성경의 다른 부분에서는 거의 언급되지 않는다는 점 때문에, 원역사만큼은 이후의 장들보다 훨씬 늦은 시기인 기원전 3세기 무렵에 정리되었을 가능성이 높다고 보는 학자들도 많다.
창세기는 여러 상이한 출전자료들에 기반하고 있는데, 대표적으로는 제사장 문서, 야훼 문서, 엘로힘 문서가 있다. 이 가운데 야훼 문서와 엘로힘 문서를 합쳐 ‘비제사장 문서(non-Priestly)’라고 부르기도 하지만, 엘로힘 문서는 원역사 부분에서는 등장하지 않기 때문에, 여기서는 ‘비제사장 문서’와 ‘야훼 문서’를 같은 의미로 간주할 수 있다.
아래의 표는 Robert Kugler와 Patrick Hartin의 《An Introduction to the Bible》(2009)에 기초한 것이다:
| 장절      | 제사장 문서              | 야훼문서                                             |
| --------- | ------------------------ | ---------------------------------------------------- |
| 1:1–2:4a  | 첫번째 창조기사          | 빈칸                                                 |
| 2:4b–4:26 | 빈칸                     | - 두번째 창조기사 - 에덴 동산 - 카인과 아벨          |
| 5:1–24    | 아담의 후손              | 빈칸                                                 |
| 6:1–8     | 빈칸                     | - 네피림 - 홍수의 원인                               |
| 6:9–13    | 홍수의 원인              | 빈칸                                                 |
| 6:14–8:22 | - 홍수 - 홍수 이후 새 땅 | - 홍수 - 홍수 이후 새 땅                             |
| 9:1–17    | 빈칸                     | 노아 언약                                            |
| 9:18–27   | 빈칸                     | - 노아의 술취함 - 노아의 아들들 - 가나안이 받은 저주 |
| 10:1–32   | 열방의 목록              | 열방의 목록                                          |
| 11:1–9    | 빈칸                     | 바벨탑                                               |
| 11:10–32  | 노아의 후손들            | 빈칸                                                 |

### 원역사와 창세기 12–50장의 관계
창세기 1–11장은 그 이후에 이어지는 창세기의 본문들과 명시적인 관련성은 거의 없다. 여기서 나오는 인물들과 지명, 아담(‘사람’)과 하와(‘생명’), 놋 땅(‘방황’) 등은 그 자체로 상징적인 의미를 가지며, 이야기의 많은 부분이 ‘최초의 사건들’로 구성되어 있다. 즉, 최초의 살인, 최초의 포도주, 최초의 제국 건설자 등이다. 특히 주목할 점은, 이 장들에 등장하는 인물, 장소, 이야기가 성경의 다른 어느 곳에서도 거의 언급되지 않는다는 사실이다. 이러한 점 때문에 원역사가 창세기와 모세오경 전체에 후대에 덧붙여진 구성물로, 일종의 서문 역할을 하도록 삽입된 것이라고 추정하는 학자들이 많다.
그 작성 시기에 대해서는 학자들 간에 논쟁이 있다. 가장 극단적인 견해를 가진 이들은 이를 헬레니즘 시대의 산물로 간주하며, 그렇다면 이 본문은 기원전 4세기 이후가 된다. 반면, 일부 학자들, 특히 존 반 시터스와 같은 이들은 야훼 문서를 페르시아 이전의 바빌론 유수기(기원전 6세기)로 추정하는데, 그 이유는 원역사에 신화 형식으로 다량의 바빌로니아적 요소가 포함되어 있기 때문이다. 한편, 데이비드 M. 카는 제사장 문서 이전의 서사 전승의 최종 편집본이 기원전 7세기 중엽, 즉 신아시리아 제국의 패권기에 작성되었을 가능성이 높다고 주장한다.

### 메소포타미아 및 이집트 신화와의 병행관계
원역사에는 다수의 메소포타미아 신화(그리고 하나의 이집트 신화)의 영향이 있다. 예를 들어, 아트라하시스 서사시는 대홍수에 대해 기록한 최초의 문헌으로, 노아의 홍수 이야기의 배경이 된 것으로 추정된다. 다음 표는 성경의 다양한 이야기들과 그에 대응되는 신화적 전승을 정리한 것이다.
| 성경            | 메소포타미아 및 이집트 신화 |
| --------------- | --- |
| 첫번째 창조기사 | 바빌로니아의 창조 신화인 에누마 엘리시는 창세기 1장과 매우 유사한 도입부를 지니며, “깊음”(히브리어 '테홈'(히브리어: תְּהוֹם))과 같은 개념을 언급하고, 창세기 1장 6절에 나타나는 우주론과 유사한 세계관에 도달한다. 천체를 통해 시간을 계측하려는 관심 역시 공통점이다. 하나님의 형상대로 인간을 창조했다는 설정은 메소포타미아 신화와 유사하며, 인간이 자연을 다스리는 권위도 마찬가지이다. 또한 신이 말씀으로 창조한다는 점은 이집트의 멤피스 신학과도 닮았는데, 여기서는 프타가 언어를 통해 세상을 창조한다. |
| 두번째 창조기사 | 아트라하시스 서사시에서 신들은 인간을 먼지로부터 만든다. |
| 에덴 동산       | 신 엔키와 여신 닌후르사그가 생명나무와 함께 지냈다는 이야기가 있으며, 창세기의 뱀은 에누마 엘리시에 등장하는 신 압수와 유사하다. |
| 카인과 아벨     | 가인과 아벨의 이야기는 두무지와 엔킴두라는 신들의 이야기와 평행을 이룬다. |
| 족보 이야기     | 수메르 왕 목록은 가인의 자손 목록과 마찬가지로 문명의 다양한 요소의 기원을 설명한다. 에녹은 아담의 후손 가운데 일곱 번째 인물로, 신이 직접 데려간 존재인데, 이는 마찬가지로 일곱 번째 인물로서 신들과 함께 살기 위해 데려간 엔메르두란키와 우투압주와 유사점이 지적된다. |
| 노아의 홍수     | 대홍수 이야기는 기원전 2천년대 초부터 여러 판본으로 존재하며, 창세기 이야기처럼 한 명의 영웅과 그의 가족이 인류를 대표해 살아남는 서사를 담고 있다. |
| 바벨탑          | 바벨탑에 직접 대응되는 메소포타미아 신화는 존재하지 않지만, 바빌로니아의 지구라트 즉 신전탑이 이 이야기의 배경이라는 점에 대해서는 학자들 간에 널리 합의가 되어 있다. |

## 같이 보기
- 창세기의 우화적 해석
- 천지창조

## 참고 자료
- Alter, Robert (1997). 《Genesis: Translation and Commentary》. W. W. Norton & Company. ISBN 978-0393070262.
- Blenkinsopp, Joseph (2011). 《Creation, Un-creation, Re-creation: A discursive commentary on Genesis 1-11》. New York: Bloomsbury T&T Clark. ISBN 978-0-567-37287-1.
- Carr, David M. (2000). 〈Genesis, Book of〉.   Freedman, David Noel; Myers, Allen C. 《Eerdmans Dictionary of the Bible》. Eerdmans. ISBN 9789053565032.
- Carr, David M. (2020). 《The Formation of Genesis 1-11: Biblical and Other Precursors》. Oxford University Press. ISBN 9780190062545.
- Davies, Philip R. (2008). 《Memories of Ancient Israel》. Westminster John Knox Press. ISBN 9780664232887.
- Day, John (2014). 《From Creation to Babel: Studies in Genesis 1-11》. Bloomsbury. ISBN 9780567370303.
- Day, John (2021). 《From Creation to Abraham: Further Studies in Genesis 1-11》. Bloomsbury Publishing. ISBN 9780567703118.
- Enns, Peter (2012). 《The Evolution of Adam》. Baker Books. ISBN 9781587433153.
- Gertz, Jan Christian (1994). 〈The Formation of the Primeval History〉.   Evans, Craig A.; Lohr, Joel N.; Petersen, David L. 《The Book of Genesis: Composition, Reception, and Interpretation》. Eisenbrauns. ISBN 9789004226579.
- Gmirkin, Russell E. (2006). 《Berossus and Genesis, Manetho and Exodus》. Bloomsbury. ISBN 9780567134394.
- Guillaume, Philippe (2007). 〈Tracing the Origin of the Sabbatical Calendar in the Priestly Narrative〉.   Zvi, Ehud Ben. 《Perspectives on Hebrew Scriptures (II, Volume 5)》. Gorgias Press. ISBN 9781593336127.[깨진 링크]
- Hess, Richard S.; Tsumura, David Toshio, 편집. (1994). 《"I Studied Inscriptions from Before the Flood": Ancient Near Eastern, Literary, and Linguistic Approaches to Genesis 1-11》. Sources for Biblical and Theological Study 4. Winona Lake, Indiana: Eisenbrauns. ISBN 0-931464-88-9.
- Hughes, Jeremy (1990). 《Secrets of the Times: Myth and History in Biblical Chronology》. A&C Black. ISBN 9780567629302.
- Kugler, Robert; Hartin, Patrick (2009). 《An Introduction to the Bible》. Eerdmans. ISBN 9780802846365.
- Kvanvig, Helge (2011). 《Primeval History: Babylonian, Biblical, and Enochic: An Intertextual Reading》. BRILL. ISBN 978-9004163805.
- Levenson, Jon D. (2004). 〈Genesis: introduction and annotations〉.   Berlin, Adele; Brettler, Marc Zvi. 《The Jewish study Bible》. Oxford University Press. ISBN 9780195297515.
- Matthews, K. A. (1996). 《Genesis 1-11》. B&H Publishing Group. ISBN 9780805401011.
- Najm, S.; Guillaume, Ph. (2007). 〈Jubilee Calendar Rescued from the Flood Narrative〉.   Zvi, Ehud Ben. 《Perspectives on Hebrew Scriptures II, Volume 5》. Gorgias Press. ISBN 9781593336127. 2014년 12월 17일에 원본 문서에서 보존된 문서.
- Ruiten, Jacques T. A. G. M. (2000). 《Primaeval History Interpreted: The Rewriting of Genesis 1-11 in the Book of Jubilees》. BRILL. ISBN 9004116583.
- Sailhamer, John H. (2010). 《The Meaning of the Pentateuch: Revelation, Composition and Interpretation》. InterVarsity Press. ISBN 9780830878888.
- Thompson, Thomas L. (2014). 〈Narrative Reiteration and Comparative Literature〉.   Thompson, Thomas L.; Wajdenbaum, Philippe. 《The Bible and Hellenism: Greek Influence on Jewish and Early Christian Literature》. Routledge. ISBN 9781317544258.